# Condado de Washington (Vermont)
O Condado de Washington (em inglês:  Washington County) é um dos 14 condados do estado americano de Vermont. A sede do condado é Montpelier e sua maior cidade é Barre. Foi fundado em 15 de janeiro de 1777, originário do Condado de Gloucester, no estado de Nova Iorque.
O condado possui uma área de 1 801 km², dos quais 1 780 km² estão cobertos por terra e 21 km² por água, uma população de 59 534 habitantes, e uma densidade populacional de 33,4 hab/km² (segundo o censo nacional de 2010). É o terceiro condado mais populoso de Vermont.